# Vasil Kiryjenka
Vasil Vasiljevitsj Kiryjenka (Wit-Russisch: Васіль Васільевіч Кірыенка) (Retsjitsa, 28 juni 1981) is een voormalig Wit-Russisch wielrenner. Hij werd in 2015 wereldkampioen tijdrijden.
In 2016 nam Kiryjenka deel aan de wegwedstrijd op de Olympische Spelen in Rio de Janeiro, maar reed deze niet uit. Vier dagen later werd hij zeventiende in de tijdrit.
Hij maakte op 30 januari 2020 via zijn ploeg Team INEOS bekend te moeten stoppen met wielrennen wegens hartproblemen.

## Baanwielrennen

### Palmares
| Jaar     | W-RK     | EK                                   | WK          | Overig                           |
| Beloften | Beloften | Beloften                             | Beloften    | Beloften                         |
| -------- | -------- | ------------------------------------ | ----------- | -------------------------------- |
| 2003     |          | Achtervolging · Ploegenachtervolging |             |                                  |
| Elite    |          |                                      |             |                                  |
| 2003     |          |                                      |             | WB Aguascalientes: Achtervolging |
| 2004     |          |                                      |             |                                  |
| 2005     |          |                                      |             | WB Manchester: Puntenkoers       |
| 2006     |          |                                      | Puntenkoers | WB Sydney: Scratch               |
| 2007     |          |                                      |             |                                  |
| 2008     |          |                                      | Puntenkoers |                                  |

## Wegwielrennen

### Belangrijkste overwinningen
2002
 Wit-Russisch kampioen tijdrijden, Elite
2005
 Wit-Russisch kampioen tijdrijden, Elite
Ronde van Casentino
Coppa della Pace
2006
 Wit-Russisch kampioen tijdrijden, Elite
6e etappe Koers van de Olympische Solidariteit
2007
4e etappe Ster Elektrotoer
5e etappe Ronde van Burgos
Bergklassement Ronde van Burgos
2008
19e etappe Ronde van Italië
2011
2e etappe Ronde van het Baskenland
20e etappe Ronde van Italië
Eindklassement Route du Sud
2013
18e etappe Ronde van Spanje
2014
1e etappe deel B Internationale Wielerweek (ploegentijdrit)
2015
14e etappe Ronde van Italië
 Tijdrit op de Europese Spelen
 Wit-Russisch kampioen tijdrijden, Elite
 Wereldkampioen tijdrijden, Elite
Chrono des Nations
2016
Chrono des Nations
2018
 Wit-Russisch kampioen tijdrijden, Elite
2019
 Tijdrit op de Europese Spelen

### Resultaten in voornaamste wedstrijden
| Jaar | Ronde van Italië | Ronde van Frankrijk | Ronde van Spanje |
| ---- | ---------------- | ------------------- | ---------------- |
| 2007 |                  |                     |                  |
| 2008 | 35e (1)          |                     | 34e              |
| 2009 | 73e              |                     | 16e              |
| 2010 | 37e              | 60e                 |                  |
| 2011 | 24e (1)          | buiten tijd         |                  |
| 2012 |                  | 77e                 |                  |
| 2013 |                  | buiten tijd         | 73e (1)          |
| 2014 |                  | 86e                 | 110e             |
| 2015 | 84e (1)          |                     | 83e              |
| 2016 |                  | 103e                |                  |
| 2017 | 102e             | 112e                |                  |
| 2018 | opgave           |                     |                  |
| 2019 |                  |                     | opgave           |
| 2020 |                  |                     |                  |

| Jaar | Milaan-San Remo | Amstel Gold Race | Luik-Bast.‑Luik | Ronde van Lombardije | Waalse Pijl |  | WK op de weg |  | Wereldranglijsten |
| ---- | --------------- | ---------------- | --------------- | -------------------- | ----------- |  | ------------ |  | ----------------- |
| 2007 | 75e             |                  | 110e            |                      | opgave      |  |              |  |                   |
| 2008 |                 |                  | opgave          |                      |             |  |              |  |                   |
| 2009 | 57e             | opgave           | 141e            | 38e                  | 61e         |  | 27e          |  | 155e (UWK)        |
| 2010 | 87e             |                  | opgave          |                      | 110e        |  |              |  | 165e (UWK)        |
| 2011 | opgave          | 65e              | 28e             |                      | 65e         |  |              |  | 111e (UWT)        |
| 2012 |                 | 27e              | 40e             |                      | 50e         |  | opgave       |  | 90e (UWT)         |
| 2013 | opgave          | opgave           | opgave          |                      | 145e        |  |              |  | 133e (UWT)        |
| 2014 |                 |                  |                 | 47e                  |             |  | 59e          |  | 151e (UWT)        |
| 2015 |                 | 71e              | 19e             | opgave               | 93e         |  | opgave       |  | 115e (UWT)        |
| 2016 |                 |                  |                 | opgave               |             |  |              |  |                   |
| 2017 |                 |                  |                 |                      |             |  | 15e          |  | 261e (UWT)        |
| 2018 |                 | opgave           | 123e            |                      | opgave      |  | opgave       |  |                   |
| 2019 |                 |                  |                 |                      |             |  | opgave       |  |                   |
| 2020 |                 |                  |                 |                      |             |  |              |  |                   |

## Ploegen
- 2004 –  Grupa PSB (vanaf 6-7)
- 2006 –  OTC Doors-Lauretana (tot 31-5)
- 2006 –  Rietuma Bank-Riga (vanaf 1-6)
- 2007 –  Tinkoff Credit Systems
- 2008 –  Tinkoff Credit Systems
- 2009 –  Caisse d'Epargne
- 2010 –  Caisse d'Epargne
- 2011 –  Movistar Team
- 2012 –  Movistar Team
- 2013 –  Sky ProCycling
- 2014 –  Team Sky
- 2015 –  Team Sky
- 2016 –  Team Sky
- 2017 –  Team Sky
- 2018 –  Team Sky
- 2019 –  Team INEOS [a]
- 2020 –  Team INEOS *

* tot 30 januari
1. ↑  De ploeg heette tot 30 april Team Sky, maar na het aantrekken van een nieuwe sponsor kwam de ploeg per 1 mei uit onder Team INEOS.

Wielerploegen van Vasil Kiryjenka
Aggiano · 
Broett · 
Commesso ·
Contrini ·
Hamilton · 
Hondo (tot 30/04) · 
Ignatjev ·
Jaksche (tot 30/06) ·
Kiryjenka · 
Klimov · 
Marzoli · 
Mindlin · 
Petrov ·    
Rovny · 
Serov · 
Serrano ·  
Troesov · 
Tsjernetski ·
Weigold ·
Bisolti (stagiair) ·
Gottfried (stagiair) ·
Riccio (stagiair)   
Broett · 
Chatoentsev ·
Contrini ·
Gottfried · 
Ignatjev ·
Jeskov ·
Kiryjenka · 
Klimov · 
Loddo ·  
Mazzanti · 
Pedraza ·  
Petrov ·  
Riccio ·
Rovny · 
Serov · 
Serrano ·  
Sobal ·
Troesov · 
Tsjernetski ·
Contoli (stagiair) ·
Graziato (stagiair) ·
Marycz (stagiair)   
Amador ·
Arroyo ·
Charteau ·
Costa ·
Coyot ·
Drujon ·
Erviti ·
García ·
Gutiérrez ·
Jeannesson ·
Kiryjenka ·
Lastras ·
López ·
Losada ·
Madrazo ·
Moreno ·
Pasamontes ·
Pereiro ·
F. Pérez ·
M. Pérez ·
Perget ·
Portal ·
Rodríguez ·
Rojas ·
Sánchez ·
Urán ·
Valverde ·
Zandio
Amador ·
Arroyo ·
Bruseghin ·
Cobo ·
Costa ·
Coyot ·
Drujon ·
Erviti ·
García ·
Gutiérrez ·
Jeannesson ·
Kiryjenka ·
Lastras ·
López ·
Losada ·
Madrazo ·
Moreau ·
Pasamontes ·
Pérez ·
Perget ·
Plaza ·
Rojas ·
Sánchez ·
Soler ·
Urán ·
Valverde ·
Zandio
Amador · 
Arroyo · 
Bruseghin ·  
Costa · 
Erviti · 
García · 
Gutiérrez · 
Herrada ·  
Intxausti · 
Iriarte · 
Kiryjenka · 
Konovalovas ·
Lastras · 
López · 
Madrazo · 
Oyarzún · 
Pardilla · 
Pasamontes · 
Pérez ·
Plaza · 
Rojas · 
Samojlaw · 
Sanz · 
Soler · 
Tondó (tot 23/05) ·  
Ventoso
Amador · 
Arroyo · 
Bruseghin · 
Castroviejo ·
Cobo · 
Costa · 
Erviti · 
Gutiérrez · 
Jesús Herrada ·  
José Herrada ·
Intxausti · 
Iriarte · 
Karpets · 
Kiryjenka · 
Konovalovas ·
Lastras · 
López · 
Madrazo · 
Moreno · 
Pardilla · 
Plaza · 
Quintana · 
Rojas · 
Samojlaw · 
Sanz · 
Valverde · 
Ventoso ·
Visconti · 
Angarita (stagiair)
Boasson Hagen ·
Boswell ·
Cataldo ·
Dombrowski ·
Eisel ·
Edmondson ·
Froome ·
Henao ·
Hayman ·
Kennaugh ·
Kiryjenka ·
Knees ·
López ·
Pate ·
Porte ·
Puccio ·
Rasch ·
Rowe ·
Siwtsow ·
Stannard ·
Sutton ·
Swift ·
Thomas ·
Tiernan-Locke ·
Urán ·
Wiggins ·
Zandio
Boasson Hagen · Boswell · Cataldo · Deignan · Dombrowski · Earle · Edmondson · Eisel · Froome · Seb. Henao · Ser. Henao · Kennaugh · Kiryjenka · Knees · López · Nieve · Pate · Porte · Puccio · Rasch · Rowe · Siwtsow · Stannard · Sutton · Swift · Thomas · Tiernan-Locke · Wiggins   · Zandio
Boswell · Deignan · Earle · Eisel · Fenn · Froome · Seb.Henao · Ser.Henao · Kennaugh · Kiryjenka   · Knees · König · López · Nieve · Nordhaug · Pate · Poels · Porte · Puccio · Roche · Rowe · Siwtsow · Stannard · Sutton · Swift · Thomas · Viviani · Wiggins   (tot 12/04) · Zandio · Geoghegan Hart (stagiair) · Peters (stagiair)
Boswell · Deignan · Fenn · Froome · Gołaś · Seb.Henao · Ser.Henao · Intxausti · Kennaugh · Kiryjenka   · Knees · König · Kwiatkowski · Landa · López · Moscon · Nieve · Nordhaug · Peters · Poels · van Poppel · Puccio · Roche · Rowe · Stannard · Swift · Thomas · Viviani · Zandio · Doull (stagiair)
Boswell · Deignan · Dibben · Doull · Elissonde · Froome · Geoghegan Hart · Gołaś · Seb. Henao · Ser. Henao · Intxausti · Kennaugh · Kiryjenka · Knees · Kwiatkowski · Landa · López · Moscon · Nieve · Poels · van Poppel · Puccio · Rosa · Rowe · Stannard · Thomas · Viviani · Wiśniowski
van Baarle · Basso · Bernal · Castroviejo · de la Cruz · Deignan · Dibben · Doull · Elissonde · Froome · Geoghegan Hart · Gołaś · Halvorsen · Seb. Henao · Ser. Henao · Intxausti · Kiryjenka · Knees · Kwiatkowski · Lawless · López · Moscon · Poels · Puccio · Rosa · Rowe · Sivakov · Stannard · Thomas · Wiśniowski
van Baarle · Basso · Bernal · Castroviejo · de la Cruz · Doull · Dunbar · Elissonde · Froome · Ganna · Geoghegan Hart · Gołaś · Halvorsen · Seb. Henao · Kiryjenka · Knees · Kwiatkowski · Lawless · Moscon · Narváez · Poels · Puccio · Rosa · Rowe · Sivakov · Sosa · Stannard · Swift · Thomas
Amador · Basso · Bernal · Carapaz  · Castroviejo · Dennis   · Doull · Dunbar · Froome · Ganna   · Geoghegan Hart · Gołaś · Hayter · Henao · Kiryjenka (t/m 31 januari) · Knees · Kwiatkowski · Lawless · Moscon · Narváez · Puccio · Rivera · Rodriguez · Rowe · Sivakov · Sosa · Stannard · Swift · Thomas · Van Baarle · Wurf (vanaf 1 februari)